# Play Game: Awake
Play Game: Awake es el primer álbum sencillo del grupo femenino de Corea del Sur Weeekly. Fue lanzado el 7 de marzo de 2022 por IST Entertainment y distribuido por Kakao M. El álbum contiene tres pistas, incluyendo su sencillo principal titulado «Ven Para».

## Antecedentes y lanzamiento
El 15 de febrero de 2022, IST Entertainment (conocido anteriormente como Play M Entertainment) anunció el lanzamiento del primer álbum sencillo del grupo femenino Weeekly para el día 7 de marzo del mismo año, bajo el título Play Game: Awake. Al día siguiente, se publicó la calendarización del lanzamiento, mientras que el 18 de febrero se publicó un vídeo conceptual como adelanto.
El 23 y 24 de febrero de 2022 fueron reveladas las fotos conceptuales de las miembros de Weekly. El 2 de marzo se publicó la lista de canciones, confirmando que serían tres pistas, incluyendo el sencillo principal titulado «Ven Para». El 28 de febrero de 2022, se anunció que la miembro Shin Ji-yoon tomaría una pausa temporalmente debido a problemas de salud vinculados a un trastorno de ansiedad, por lo que no participaría en las promociones del álbum.
El 3 de marzo se difundió el primer tráiler del vídeo musical de «Ven Para». Play Game: Awake fue lanzado el 7 de marzo, junto con el vídeo musical de su sencillo principal.

## Lista de canciones
| CD / Descarga digital |                     |                                                  |                                                                                               |                          |          |  |
| N.º                   | Título              | Letras                                           | Música                                                                                        | Arreglos                 | Duración |  |
| 1.                    | «Ven Para»          | Jo Yoon-kyung                                    | BlueRhythm, Charlotte Wilson (THE HUB), Ayushy (THE HUB), Awry (THE HUB), Jan Baars (THE HUB) | BlueRhythm               | 3:14     |  |
| 2.                    | «Solar»             | Lee Seu-ran                                      | GARDEN, Tommy Park, Charlotte Wilson (THE HUB), Frankie Day (THE HUB), Ayushy (THE HUB)       | GARDEN                   | 3:22     |  |
| 3.                    | «Where Is My Love?» | Lee Joo-hyung (MonoTree), Kwon Ae-jin (MonoTree) | Lee Joo-hyung (MonoTree), Kwon Ae-jin (MonoTree)                                              | Lee Joo-hyung (MonoTree) | 3:02     |  |
| 9:41                  |                     |                                                  |                                                                                               |                          |          |  |